# Poupée de cire, poupée de son
Poupée de cire, poupée de son (tạm dịch: "búp bê bằng sáp, búp bê nhồi bông") là bản nhạc đã thắng giải Eurovision Song Contest 1965. Nó đã được trình bày bởi ca sĩ Pháp France Gall, đại diện cho Luxembourg. Bản nhạc này đã được vinh danh là một trong 14 bài Eurovision hay nhất trong buổi ăn mừng 50 năm Eurovision Song Contest mà đã được tổ chức vào tháng 10 năm 2005. Bài này được biết đến rộng rãi trong tiếng Việt qua nhan đề "Búp bê không tình yêu" do nhạc sĩ Vũ Xuân Hùng đặt lời.
Ngày hôm sau sau khi đoạt giải, đĩa đơn của bài này đã bán được 16.000 ngàn bản ở Pháp; bốn tháng sau đó nó đã bán được hơn 500.000 đĩa.

## Nội dung lời nhạc
Trọng tâm bản nhạc nói về người ca sĩ mà tự xem mình như là một búp bê bằng sáp (poupée de cire), đồ chơi nhồi bông (poupée de son). Trái tim của cô được thể hiện qua những bài hát của mình; và nhìn cuộc sống qua qua cặp mắt kính hồng của những bài ca này. Cô ta tự hỏi mình khá hơn hay là tệ hơn một người mẫu quần áo?
Những đĩa nhạc là những tấm gương phản ảnh cô ta mà mọi người có thể nhìn thấy. Qua việc thâu đĩa người ca sĩ có cảm tưởng là mình đã bị phân chia ra làm ngàn mảnh âm thanh và được reo rắc ra mọi nơi.
Và các khán thính giả cũng chỉ là búp bê nhồi bông (poupées de chiffon) cười giỡn, nhảy múa theo điệu nhạc, và chấp nhận mình bị lôi cuốn vì bất cứ lý do gì.
Tuy nhiên tình yêu không chỉ trong các bài ca, và ca sĩ lại tự hỏi, hát về tình yêu thì có ích lợi gì khi chính cô không biết gì về con trai cả.